# Victoria sobre el sol
Victoria sobre el sol (en ruso, Победа над Cолнцем, Pobeda nad sólntsem) es una ópera futurista rusa con música de Mijaíl Matiushin y libreto escrito en idioma transmental (záum, en ruso за́умь) realizado por Alekséi Kruchónyj (en:Aleksei Kruchyonykh). Se estrenó en 1913 en el teatro Luna Park de San Petersburgo.
El prólogo fue añadido por Velimir Jlébnikov, y el diseño de vestuario fue de Kazimir Malévich. La representación fue organizada por el grupo artístico Soyuz Molodiozhi (Unión de Jóvenes). La ópera se ha convertido en famosa por ser el acontecimiento en el que Malévich hizo su primera pintura Cuadrado negro.
La ópera pretendía subrayar los paralelismos entre el texto literario, la partitura musical y el arte de la pintura, y presentó un elenco de personajes tan extravagantes como Nerón y Calígula en la Misma Persona, Viajero a través de Todas las Épocas, Persona al Teléfono, Los Nuevos, etc.
El público reaccionó negativamente e incluso con violencia ante la representación, como ocurrió con críticos e historiadores posteriores.
Una película documental sobre la ópera se realizó en 1980.

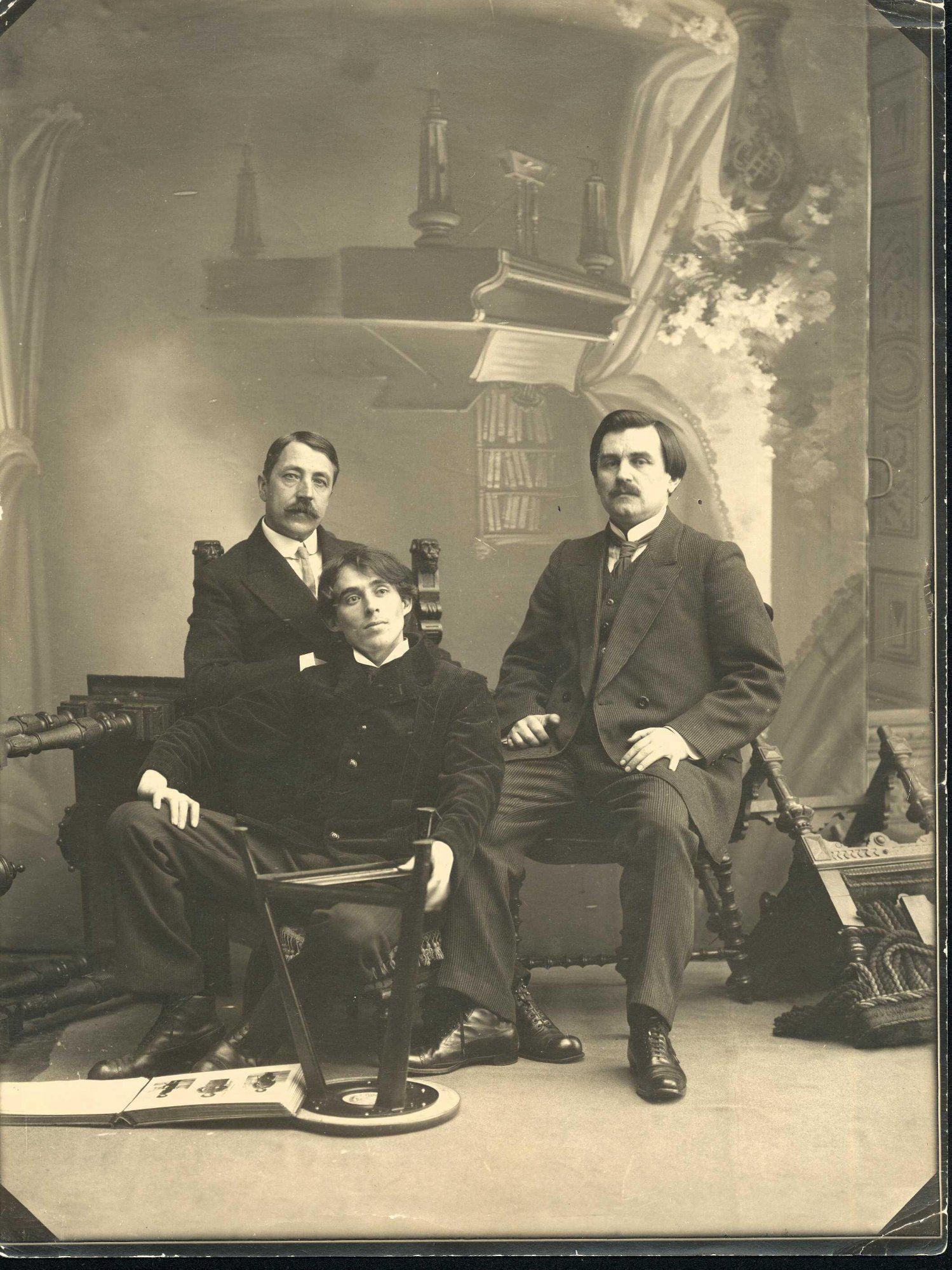
Mijaíl Matiushin, Alekséi Kruchónyj y Kazimir Malévich (de izda. a dcha.), marzo 1912